# کدوسانان
کدوسانان (نام علمی: Cucurbitales) یکی از راسته‌های گیاهان است.
کدوسانان راسته‌ای از دولپه‌ای‌های اغلب علفی هستند که بسیاری از گونه‌های آن‌ها زراعی یا زینتی است و گل‌های غالب گونه‌های این راسته یک‌جنسی و گرده‌افشانی در آن‌ها معمولاً به وسیلهٔ حشرات انجام می‌شود.